# Camion-citerne feux de forêts
Pour les articles homonymes, voir CCF.
Le camion-citerne feux de forêts  (CCF) est un fourgon d'incendie tout-terrain destiné à la lutte contre le feu dans des milieux hors-routes. Il est capable d'utiliser tous les types de routes et de se déplacer en terrain non aménagé. 
Ces principales caractéristiques viennent de ses capacités de franchissement et de la quantité d'eau en citerne (de 2 000 à 12 000 litres)

## En France

### Types
Il existe trois types de camion-citerne Forestier (CCF) :
| Classe | CCF | MTC          |
| ------ | --- | ------------ |
| Léger  | L   | 3 à 7,5 t    |
| Moyen  | M   | 7,5 à 16 t   |
| Super  | S   | Plus de 16 t |

Leur rapport puissance-poids doit être d'au moins 20 chevaux par tonne.

### Équipage
L'équipage traditionnel d'un camion-citerne Forestier (CCF) est composé, en France, de quatre sapeurs-pompiers ou de deux selon la région (Sud Ouest : Gironde, Landes) :
- deux équipiers : outre la formation de base, ils ont suivi, en France, la formation de lutte contre les feux de forêt de niveau 1 (FDF1) ;
- un conducteur : outre la formation de base et le FDF1, il a son permis poids-lourds et a suivi une formation à la conduite de niveau 2 (COD2) ;
- un chef d'agrès : outre la formation requise pour son grade, il a suivi la formation de lutte contre les feux de forêt de niveau 2 (FDF2).

Comme son homologue routier le fourgon pompe-tonne (FPT), le CCF possède une pompe capable d'aspirer (avec l'utilisation d'un amorceur) et de refouler ; le CCF est donc capable de ravitailler sa cuve dans n'importe quel point d'eau du moment que ce dernier est accessible à ses « aspiraux », ou avec l'utilisation d'un hydro-éjecteur.

### Franchissement
Voici les capacités de franchissement des camions-citernes Forestier (CCF) de type Moyen :
| Type de franchissement  | Capacité               |
| ----------------------- | ---------------------- |
| Capacité ascensionnelle | 26° soit 50 %          |
| Devers                  | 17° soit 30 %          |
| Cours d'eau             | 70 cm soit 3/4 de roue |

Les camions-citernes Forestier (CCF) qui répondent à la certification NF337 disposent au minimum de ces performances pour les franchissements, ces valeurs sont garanties par l'équipementier du véhicule, celui-ci répond aux normes NF-EN 1846-2, NF-EN 1846-3 et NFS 61-518.
On peut voir sur les dessins ci-contre[Où ?] que le centre de gravité ne doit pas sortir de l'empattement ou de la voie sous peine de renversement du véhicule.
Les capacités de franchissement du CCF dépendront du gonflage des pneumatiques, de la déformation du châssis et également de l'utilisation des dispositifs spécifiques du véhicule tout-terrain.
Dispositifs
- Les petites vitesses
- Le blocage du différentiel de la boite de transfert
- Le blocage du différentiel du pont arrière
- Le blocage du différentiel du pont avant

### Tactique en opération
Le camion-citerne Forestier (CCF) est un véhicule qui intervient rarement seul, il est le plus souvent intégré dans un GIFF (groupe intervention Forestier) composé de :
- quatre CCF de classe M ;
- un VLHR (véhicule de liaison hors-route, voiture de commandement).

Le chef du groupe est dans le VLHR et doit posséder la qualification FDF3. Il est accompagné d'un conducteur.
Le CCF peut aussi être utilisé en UIFF (« unité d'intervention feux de forêt », dans le Sud-Ouest) : un VLHR et deux CCF pénétrants.
En ordre de combat, le placement est le suivant (du plus manœuvrant au moins manœuvrant) :
- VLHR
- CCFM 1
- CCFM 2
- CCFM 3
- CCFM 4 ou CCFS

Quand plusieurs groupes Intervention Forestier (GIFF) sont réunis, ils sont accompagnés d'un véhicule logistique (VLOG) qui  se charge d'acheminer le matériel secondaire, la logistique : vêtements de rechange, nourriture, etc.
En ordre de route, l'alignement des véhicules est inversé (du moins rapide au plus rapide).
Toutes les manœuvres sont décrites dans le GNR publié en France sur le site du ministère de l'Intérieur.

### Réglementation
La normalisation des camions-citernes Forestier (CCF) en France permet de les standardiser en garantissant le fonctionnement et la sécurité.
Les normes applicables aux CCF sont les suivantes :
| Normes       | Date d'application | But                                       |
| ------------ | ------------------ | ----------------------------------------- |
| NF EN 1846-1 | juillet 2011       | Classification des véhicules              |
| NF EN 1846-2 | septembre 2009     | Sécurité et performances                  |
| NF EN 1846-3 | avril 2003         | Équipements installés à demeure           |
| NFS 61-518   | avril 2006         | Auto-protection, performances spécifiques |

Ces normes permettent d'avoir par exemple les fonctions suivantes :
- une structure de protection au retournement (pour protéger l'équipage d'un CCF qui se serait retourné),
- une auto-protection thermique extérieure, en plus de l'autopompe (notamment par pulvérisation d'eau sur les vitres et les pneumatiques),
- le traitement des vitres, pour une résistance thermique supérieure,
- le cloisonnement de la citerne avec des brise-lames,
- un signal sonore, si activation d'une lance canon à commandes électriques.